# Eleições presidenciais portuguesas de 2016 no distrito de Aveiro
| Eleições presidenciais portuguesas de 2016 Distritos: Aveiro \| Beja \| Braga \| Bragança \| Castelo Branco \| Coimbra \| Évora \| Faro \| Guarda \| Leiria \| Lisboa \| Portalegre \| Porto \| Santarém \| Setúbal \| Viana do Castelo \| Vila Real \| Viseu \| Açores \| Madeira \| Estrangeiro |

## Resultados por Concelho
Os resultados nos concelhos do Distrito de Aveiro foram os seguintes:

### Águeda
| Candidato               | Candidato                | Votos  | %               |
| ----------------------- | ------------------------ | ------ | --------------- |
|                         | Marcelo Rebelo de Sousa  | 13 077 | 62,55 / 100,00  |
|                         | António Sampaio da Nóvoa | 4 018  | 19,22 / 100,00  |
|                         | Marisa Matias            | 1 597  | 7,64 / 100,00   |
|                         | Maria de Belém Roseira   | 772    | 3,69 / 100,00   |
|                         | Vitorino Silva           | 603    | 2,88 / 100,00   |
|                         | Paulo de Morais          | 330    | 1,58 / 100,00   |
|                         | Edgar Silva              | 293    | 1,40 / 100,00   |
|                         | Henrique Neto            | 130    | 0,62 / 100,00   |
|                         | Jorge Sequeira           | 51     | 0,24 / 100,00   |
|                         | Cândido Ferreira         | 34     | 0,16 / 100,00   |
| Votos Inválidos         | Votos Inválidos          | 483    | 2,26 / 100,00   |
| Total                   | Total                    | 21 388 | 100,00 / 100,00 |
| Eleitorado/Participação | Eleitorado/Participação  | 43 364 | 49,32 / 100,00  |

| Freguesia                                        | %     | %     | %    | %    | %    | %    | %    | %    | %    | %    | Votantes |
| Freguesia                                        | MRS   | ASN   | MM   | MBR  | VS   | PM   | ES   | HN   | JS   | CF   | Votantes |
| ------------------------------------------------ | ----- | ----- | ---- | ---- | ---- | ---- | ---- | ---- | ---- | ---- | -------- |
| Aguada de Cima                                   | 67,49 | 16,38 | 6,36 | 3,72 | 2,65 | 1,51 | 0,95 | 0,50 | 0,32 | 0,13 | 1 616    |
| Águeda e Borralha                                | 58,69 | 22,28 | 8,14 | 3,59 | 2,71 | 2,05 | 1,49 | 0,68 | 0,27 | 0,10 | 6 019    |
| Barrô e Aguada de Baixo                          | 69,94 | 14,78 | 6,47 | 2,70 | 3,13 | 1,35 | 0,43 | 0,85 | 0    | 0,36 | 1 452    |
| Belazaima do Chão, Castanheira do Vouga e Agadão | 71,45 | 13,83 | 5,20 | 5,58 | 2,16 | 0,76 | 0,38 | 0,25 | 0,25 | 0,13 | 809      |
| Fermentelos                                      | 81,25 | 7,89  | 3,91 | 1,96 | 1,96 | 1,96 | 0,57 | 0,44 | 0,06 | 0    | 1 612    |
| Macinhata do Vouga                               | 61,26 | 19,48 | 8,92 | 3,72 | 3,05 | 0,74 | 1,71 | 0,67 | 0,30 | 0,15 | 1 371    |
| Préstimo e Macieira de Alcoba                    | 66,33 | 13,52 | 9,69 | 4,59 | 2,81 | 0,77 | 1,02 | 0,26 | 0,26 | 0,77 | 399      |
| Recardães e Espinhel                             | 57,16 | 21,45 | 9,41 | 4,85 | 2,89 | 1,37 | 1,52 | 0,69 | 0,43 | 0,22 | 2 829    |
| Travassô e Óis da Ribeira                        | 63,24 | 20,26 | 6,69 | 3,30 | 2,47 | 1,92 | 0,92 | 0,73 | 0,37 | 0,09 | 1 142    |
| Trofa, Segadães e Lamas do Vouga                 | 59,29 | 20,93 | 8,07 | 3,22 | 3,55 | 1,30 | 2,69 | 0,72 | 0,10 | 0,14 | 2 135    |
| Valongo do Vouga                                 | 57,05 | 22,22 | 8,27 | 4,24 | 3,88 | 1,53 | 1,89 | 0,46 | 0,20 | 0,26 | 2 004    |
| Águeda                                           | 62,55 | 19,22 | 7,64 | 3,69 | 2,88 | 1,58 | 1,40 | 0,62 | 0,24 | 0,16 | 21 388   |

### Albergaria-a-Velha
| Candidato               | Candidato                | Votos  | %               |
| ----------------------- | ------------------------ | ------ | --------------- |
|                         | Marcelo Rebelo de Sousa  | 6 816  | 63,96 / 100,00  |
|                         | António Sampaio da Nóvoa | 1 714  | 16,08 / 100,00  |
|                         | Marisa Matias            | 893    | 8,38 / 100,00   |
|                         | Maria de Belém Roseira   | 398    | 3,73 / 100,00   |
|                         | Vitorino Silva           | 361    | 3,39 / 100,00   |
|                         | Paulo de Morais          | 196    | 1,84 / 100,00   |
|                         | Edgar Silva              | 148    | 1,39 / 100,00   |
|                         | Henrique Neto            | 70     | 0,66 / 100,00   |
|                         | Jorge Sequeira           | 31     | 0,29 / 100,00   |
|                         | Cândido Ferreira         | 30     | 0,28 / 100,00   |
| Votos Inválidos         | Votos Inválidos          | 265    | 2,42 / 100,00   |
| Total                   | Total                    | 10 922 | 100,00 / 100,00 |
| Eleitorado/Participação | Eleitorado/Participação  | 22 753 | 48,00 / 100,00  |

| Freguesia                     | %     | %     | %    | %    | %    | %    | %    | %    | %    | %    | Votantes |
| Freguesia                     | MRS   | ASN   | MM   | MBR  | VS   | PM   | ES   | HN   | JS   | CF   | Votantes |
| ----------------------------- | ----- | ----- | ---- | ---- | ---- | ---- | ---- | ---- | ---- | ---- | -------- |
| Albergaria-a-Velha e Valmaior | 62,25 | 17,01 | 9,16 | 3,36 | 3,24 | 2,14 | 1,48 | 0,73 | 0,35 | 0,28 | 4 360    |
| Alquerubim                    | 66,20 | 15,43 | 6,63 | 5,87 | 2,17 | 1,63 | 0,87 | 0,43 | 0,11 | 0,65 | 943      |
| Angeja                        | 56,28 | 22,81 | 9,61 | 4,44 | 2,64 | 1,16 | 2,11 | 0,42 | 0,32 | 0,21 | 969      |
| Branca                        | 68,69 | 12,86 | 7,34 | 3,40 | 3,40 | 1,74 | 1,12 | 0,87 | 0,41 | 0,17 | 2 469    |
| Ribeira de Fráguas            | 65,59 | 14,96 | 8,35 | 3,62 | 4,49 | 1,75 | 1,00 | 0,25 | 0    | 0    | 827      |
| São João de Loure e Frossos   | 63,79 | 15,30 | 8,11 | 3,64 | 4,55 | 1,74 | 1,67 | 0,61 | 0,15 | 0,45 | 1 354    |
| Albergaria-a-Velha            | 63,96 | 16,08 | 8,38 | 3,73 | 3,39 | 1,84 | 1,39 | 0,66 | 0,29 | 0,28 | 10 922   |

### Anadia
| Candidato               | Candidato                | Votos  | %               |
| ----------------------- | ------------------------ | ------ | --------------- |
|                         | Marcelo Rebelo de Sousa  | 9 119  | 68,18 / 100,00  |
|                         | António Sampaio da Nóvoa | 1 886  | 14,10 / 100,00  |
|                         | Marisa Matias            | 1 108  | 8,28 / 100,00   |
|                         | Maria de Belém Roseira   | 456    | 3,41 / 100,00   |
|                         | Vitorino Silva           | 319    | 2,39 / 100,00   |
|                         | Paulo de Morais          | 179    | 1,34 / 100,00   |
|                         | Edgar Silva              | 132    | 0,99 / 100,00   |
|                         | Henrique Neto            | 115    | 0,86 / 100,00   |
|                         | Cândido Ferreira         | 33     | 0,25 / 100,00   |
|                         | Jorge Sequeira           | 27     | 0,20 / 100,00   |
| Votos Inválidos         | Votos Inválidos          | 353    | 2,58 / 100,00   |
| Total                   | Total                    | 13 727 | 100,00 / 100,00 |
| Eleitorado/Participação | Eleitorado/Participação  | 27 851 | 49,29 / 100,00  |

| Freguesia                                      | %     | %     | %    | %    | %    | %    | %    | %    | %    | %    | Votantes |
| Freguesia                                      | MRS   | ASN   | MM   | MBR  | VS   | PM   | ES   | HN   | CF   | JS   | Votantes |
| ---------------------------------------------- | ----- | ----- | ---- | ---- | ---- | ---- | ---- | ---- | ---- | ---- | -------- |
| Amoreira da Gândara, Paredes do Bairro e Ancas | 74,68 | 11,15 | 6,62 | 2,52 | 2,45 | 0,79 | 0,36 | 0,79 | 0,36 | 0,29 | 1 419    |
| Arcos e Mogofores                              | 60,07 | 18,63 | 9,75 | 3,85 | 2,27 | 1,94 | 1,83 | 1,19 | 0,18 | 0,29 | 2 876    |
| Avelãs de Caminho                              | 63,76 | 17,82 | 9,70 | 3,56 | 2,77 | 0,99 | 0,20 | 0,99 | 0,20 | 0    | 524      |
| Avelãs de Cima                                 | 76,25 | 8,99  | 8,02 | 2,35 | 1,56 | 1,08 | 0,78 | 0,49 | 0,20 | 0,29 | 1 044    |
| Moita                                          | 70,32 | 12,69 | 7,40 | 3,29 | 2,19 | 1,46 | 0,82 | 1,55 | 0,18 | 0,09 | 1 116    |
| Sangalhos                                      | 68,64 | 12,61 | 8,26 | 3,55 | 2,54 | 1,43 | 1,54 | 0,69 | 0,48 | 0,26 | 1 927    |
| São Lourenço do Bairro                         | 65,27 | 15,81 | 8,68 | 3,75 | 3,11 | 1,74 | 0,82 | 0,37 | 0,27 | 0,18 | 1 129    |
| Tamengos, Aguim e Óis do Bairro                | 65,92 | 15,55 | 9,06 | 4,53 | 2,10 | 1,42 | 0,74 | 0,47 | 0,14 | 0,07 | 1 523    |
| Vila Nova de Monsarros                         | 61,37 | 18,03 | 8,87 | 5,01 | 3,72 | 1,14 | 0,72 | 1,00 | 0,14 | 0    | 715      |
| Vilarinho do Bairro                            | 79,17 | 8,80  | 6,05 | 1,83 | 2,04 | 0,49 | 0,28 | 0,91 | 0,21 | 0,21 | 1 454    |
| Anadia                                         | 68,18 | 14,10 | 8,28 | 3,41 | 2,39 | 1,34 | 0,99 | 0,86 | 0,25 | 0,20 | 13 727   |

### Arouca
| Candidato               | Candidato                | Votos  | %               |
| ----------------------- | ------------------------ | ------ | --------------- |
|                         | Marcelo Rebelo de Sousa  | 7 446  | 69,32 / 100,00  |
|                         | António Sampaio da Nóvoa | 1 324  | 12,33 / 100,00  |
|                         | Marisa Matias            | 710    | 6,61 / 100,00   |
|                         | Vitorino Silva           | 659    | 6,13 / 100,00   |
|                         | Maria de Belém Roseira   | 290    | 2,70 / 100,00   |
|                         | Paulo de Morais          | 124    | 1,15 / 100,00   |
|                         | Henrique Neto            | 78     | 0,73 / 100,00   |
|                         | Edgar Silva              | 59     | 0,55 / 100,00   |
|                         | Jorge Sequeira           | 29     | 0,27 / 100,00   |
|                         | Cândido Ferreira         | 23     | 0,21 / 100,00   |
| Votos Inválidos         | Votos Inválidos          | 180    | 1,65 / 100,00   |
| Total                   | Total                    | 10 922 | 100,00 / 100,00 |
| Eleitorado/Participação | Eleitorado/Participação  | 20 676 | 52,82 / 100,00  |

| Freguesia                       | %     | %     | %     | %     | %    | %    | %    | %    | %    | %    | Votantes |
| Freguesia                       | MRS   | ASN   | MM    | VS    | MBR  | PM   | HN   | ES   | JS   | CF   | Votantes |
| ------------------------------- | ----- | ----- | ----- | ----- | ---- | ---- | ---- | ---- | ---- | ---- | -------- |
| Alvarenga                       | 67,60 | 11,50 | 5,92  | 6,10  | 5,57 | 1,05 | 0,87 | 0,87 | 0,17 | 0,35 | 580      |
| Arouca e Burgo                  | 63,86 | 16,53 | 7,16  | 6,04  | 2,58 | 1,62 | 0,92 | 0,83 | 0,29 | 0,17 | 2 442    |
| Cabreiros e Albergaria da Serra | 48,39 | 33,33 | 9,68  | 6,45  | 1,08 | 0    | 0    | 0    | 0    | 1,08 | 94       |
| Canelas e Espiunca              | 71,51 | 9,62  | 5,66  | 10,57 | 0,75 | 1,13 | 0,57 | 0,19 | 0    | 0    | 541      |
| Chave                           | 63,98 | 13,54 | 8,21  | 8,93  | 1,44 | 1,73 | 0,86 | 1,01 | 0,14 | 0,14 | 708      |
| Covelo de Paivó e Janarde       | 77,27 | 9,09  | 8,18  | 1,82  | 2,73 | 0    | 0    | 0    | 0    | 0,91 | 113      |
| Escariz                         | 75,24 | 9,02  | 3,93  | 6,43  | 3,17 | 1,06 | 0,38 | 0,29 | 0,29 | 0,19 | 1 056    |
| Fermedo                         | 75,83 | 9,00  | 4,58  | 4,58  | 3,48 | 0,79 | 0,63 | 0,47 | 0,47 | 0,16 | 642      |
| Mansores                        | 82,65 | 3,61  | 5,15  | 4,81  | 2,06 | 0,34 | 0,86 | 0,17 | 0,34 | 0    | 593      |
| Moldes                          | 64,76 | 17,20 | 8,26  | 3,37  | 4,55 | 0,51 | 1,01 | 0,17 | 0,17 | 0    | 606      |
| Rossas                          | 69,39 | 11,17 | 6,40  | 7,78  | 2,01 | 1,63 | 0,25 | 0,50 | 0,50 | 0,38 | 809      |
| Santa Eulália                   | 69,52 | 13,54 | 6,91  | 4,42  | 2,76 | 1,10 | 0,55 | 0,83 | 0,18 | 0,18 | 1 108    |
| São Miguel do Mato              | 75,57 | 9,45  | 4,56  | 4,23  | 2,93 | 0,98 | 0,98 | 0,33 | 0,33 | 0,65 | 310      |
| Tropeço                         | 67,82 | 9,51  | 10,05 | 6,76  | 3,11 | 0,55 | 1,10 | 0,37 | 0,37 | 0,37 | 551      |
| Urrô                            | 74,29 | 9,39  | 8,16  | 3,88  | 1,22 | 1,22 | 1,02 | 0,20 | 0,41 | 0,20 | 502      |
| Várzea                          | 63,74 | 14,50 | 5,73  | 11,45 | 2,29 | 1,15 | 0,38 | 0,38 | 0    | 0,38 | 267      |
| Arouca                          | 69,32 | 12,33 | 6,61  | 6,13  | 2,70 | 1,15 | 0,73 | 0,55 | 0,27 | 0,21 | 10 922   |

### Aveiro
| Candidato               | Candidato                | Votos  | %               |
| ----------------------- | ------------------------ | ------ | --------------- |
|                         | Marcelo Rebelo de Sousa  | 19 905 | 57,26 / 100,00  |
|                         | António Sampaio da Nóvoa | 7 205  | 20,73 / 100,00  |
|                         | Marisa Matias            | 3 474  | 9,99 / 100,00   |
|                         | Vitorino Silva           | 1 050  | 3,02 / 100,00   |
|                         | Maria de Belém Roseira   | 998    | 2,87 / 100,00   |
|                         | Paulo de Morais          | 984    | 2,83 / 100,00   |
|                         | Edgar Silva              | 587    | 1,69 / 100,00   |
|                         | Henrique Neto            | 395    | 1,14 / 100,00   |
|                         | Jorge Sequeira           | 96     | 0,28 / 100,00   |
|                         | Cândido Ferreira         | 66     | 0,19 / 100,00   |
| Votos Inválidos         | Votos Inválidos          | 856    | 2,41 / 100,00   |
| Total                   | Total                    | 35 616 | 100,00 / 100,00 |
| Eleitorado/Participação | Eleitorado/Participação  | 70 408 | 50,59 / 100,00  |

| Freguesia                                 | %     | %     | %     | %    | %    | %    | %    | %    | %    | %    | Votantes |
| Freguesia                                 | MRS   | ASN   | MM    | VS   | MBR  | PM   | ES   | HN   | JS   | CF   | Votantes |
| ----------------------------------------- | ----- | ----- | ----- | ---- | ---- | ---- | ---- | ---- | ---- | ---- | -------- |
| Aradas                                    | 62,31 | 18,03 | 8,46  | 3,07 | 2,49 | 3,05 | 1,09 | 1,09 | 0,18 | 0,23 | 4 033    |
| Cacia                                     | 53,23 | 21,26 | 12,31 | 4,11 | 3,76 | 2,09 | 1,89 | 0,72 | 0,56 | 0,07 | 3 148    |
| Eixo e Eirol                              | 59,76 | 18,30 | 10,15 | 4,33 | 3,10 | 2,03 | 1,30 | 0,54 | 0,23 | 0,27 | 2 672    |
| Esgueira                                  | 50,44 | 23,60 | 12,23 | 3,44 | 3,02 | 3,26 | 2,39 | 1,26 | 0,20 | 0,16 | 5 626    |
| Glória e Vera Cruz                        | 51,82 | 25,59 | 10,12 | 1,97 | 2,61 | 3,59 | 2,16 | 1,76 | 0,23 | 0,14 | 9 407    |
| Oliveirinha                               | 69,23 | 13,26 | 7,73  | 3,01 | 2,24 | 1,86 | 1,15 | 0,62 | 0,52 | 0,38 | 2 138    |
| Requeixo, Nossa Senhora de Fátima e Nariz | 78,26 | 8,45  | 5,58  | 2,77 | 2,17 | 1,04 | 0,69 | 0,79 | 0,15 | 0,10 | 2 072    |
| Santa Joana                               | 57,19 | 20,43 | 9,81  | 3,33 | 3,49 | 2,68 | 1,75 | 0,73 | 0,34 | 0,25 | 3 646    |
| São Bernardo                              | 61,72 | 19,08 | 9,05  | 2,51 | 2,10 | 3,17 | 0,70 | 1,15 | 0,29 | 0,25 | 2 490    |
| São Jacinto                               | 44,88 | 22,05 | 14,70 | 5,77 | 8,40 | 1,57 | 1,57 | 0,52 | 0,26 | 0,26 | 384      |
| Aveiro                                    | 57,26 | 20,73 | 9,99  | 3,02 | 2,87 | 2,83 | 1,69 | 1,14 | 0,28 | 0,19 | 35 616   |

### Castelo de Paiva
| Candidato               | Candidato                | Votos  | %               |
| ----------------------- | ------------------------ | ------ | --------------- |
|                         | Marcelo Rebelo de Sousa  | 3 846  | 52,51 / 100,00  |
|                         | António Sampaio da Nóvoa | 1 347  | 18,39 / 100,00  |
|                         | Vitorino Silva           | 1 025  | 13,99 / 100,00  |
|                         | Marisa Matias            | 571    | 7,80 / 100,00   |
|                         | Maria de Belém Roseira   | 357    | 4,87 / 100,00   |
|                         | Paulo de Morais          | 64     | 0,87 / 100,00   |
|                         | Edgar Silva              | 60     | 0,82 / 100,00   |
|                         | Henrique Neto            | 34     | 0,46 / 100,00   |
|                         | Cândido Ferreira         | 12     | 0,16 / 100,00   |
|                         | Jorge Sequeira           | 9      | 0,12 / 100,00   |
| Votos Inválidos         | Votos Inválidos          | 143    | 1,92 / 100,00   |
| Total                   | Total                    | 7 468  | 100,00 / 100,00 |
| Eleitorado/Participação | Eleitorado/Participação  | 14 559 | 51,29 / 100,00  |

| Freguesia                 | %     | %     | %     | %     | %    | %    | %    | %    | %    | %    | Votantes |
| Freguesia                 | MRS   | ASN   | VS    | MM    | MBR  | PM   | ES   | HN   | CF   | JS   | Votantes |
| ------------------------- | ----- | ----- | ----- | ----- | ---- | ---- | ---- | ---- | ---- | ---- | -------- |
| Fornos                    | 46,80 | 24,39 | 12,04 | 6,55  | 7,32 | 0,61 | 1,07 | 0,76 | 0,30 | 0,15 | 681      |
| Raiva, Pedorido e Paraíso | 44,92 | 19,53 | 14,14 | 11,99 | 6,18 | 1,26 | 1,20 | 0,58 | 0,10 | 0,10 | 1 949    |
| Real                      | 42,99 | 20,86 | 23,92 | 5,04  | 5,94 | 0,54 | 0    | 0,72 | 0    | 0    | 566      |
| Santa Maria de Sardoura   | 58,19 | 15,86 | 15,52 | 5,78  | 2,67 | 0,43 | 0,52 | 0,43 | 0,34 | 0,26 | 1 179    |
| São Martinho de Sardoura  | 64,40 | 12,57 | 12,25 | 4,40  | 3,35 | 1,26 | 1,15 | 0,52 | 0    | 0,10 | 968      |
| Sobrado e Bairros         | 55,17 | 18,87 | 11,78 | 7,76  | 4,55 | 0,77 | 0,62 | 0,19 | 0,19 | 0,10 | 2 125    |
| Castelo de Paiva          | 52,51 | 18,39 | 13,99 | 7,80  | 4,87 | 0,87 | 0,82 | 0,46 | 0,16 | 0,12 | 7 468    |

### Espinho
| Candidato               | Candidato                | Votos  | %               |
| ----------------------- | ------------------------ | ------ | --------------- |
|                         | Marcelo Rebelo de Sousa  | 8 226  | 50,48 / 100,00  |
|                         | António Sampaio da Nóvoa | 3 901  | 23,94 / 100,00  |
|                         | Marisa Matias            | 1 688  | 10,36 / 100,00  |
|                         | Maria de Belém Roseira   | 780    | 4,79 / 100,00   |
|                         | Edgar Silva              | 558    | 3,42 / 100,00   |
|                         | Vitorino Silva           | 450    | 2,76 / 100,00   |
|                         | Paulo de Morais          | 431    | 2,64 / 100,00   |
|                         | Henrique Neto            | 142    | 0,87 / 100,00   |
|                         | Jorge Sequeira           | 74     | 0,45 / 100,00   |
|                         | Cândido Ferreira         | 46     | 0,28 / 100,00   |
| Votos Inválidos         | Votos Inválidos          | 378    | 2,27 / 100,00   |
| Total                   | Total                    | 16 674 | 100,00 / 100,00 |
| Eleitorado/Participação | Eleitorado/Participação  | 30 195 | 55,22 / 100,00  |

| Freguesia     | %     | %     | %     | %    | %    | %    | %    | %    | %    | %    | Votantes |
| Freguesia     | MRS   | ASN   | MM    | MBR  | ES   | VS   | PM   | HN   | JS   | CF   | Votantes |
| ------------- | ----- | ----- | ----- | ---- | ---- | ---- | ---- | ---- | ---- | ---- | -------- |
| Anta e Guetim | 51,26 | 22,60 | 10,58 | 4,53 | 3,09 | 3,11 | 2,89 | 0,98 | 0,61 | 0,34 | 6 265    |
| Espinho       | 55,86 | 22,90 | 8,69  | 3,07 | 2,95 | 1,81 | 3,21 | 0,99 | 0,41 | 0,11 | 5 745    |
| Paramos       | 46,40 | 23,88 | 13,63 | 5,84 | 3,70 | 3,18 | 1,75 | 0,78 | 0,45 | 0,39 | 1 579    |
| Silvalde      | 40,92 | 28,63 | 11,36 | 7,97 | 4,85 | 3,62 | 1,53 | 0,46 | 0,23 | 0,43 | 3 085    |
| Espinho       | 50,48 | 23,94 | 10,36 | 4,79 | 3,42 | 2,76 | 2,64 | 0,87 | 0,45 | 0,28 | 16 674   |

### Estarreja
| Candidato               | Candidato                | Votos  | %               |
| ----------------------- | ------------------------ | ------ | --------------- |
|                         | Marcelo Rebelo de Sousa  | 6 690  | 59,83 / 100,00  |
|                         | António Sampaio da Nóvoa | 2 040  | 18,25 / 100,00  |
|                         | Marisa Matias            | 1 006  | 9,00 / 100,00   |
|                         | Vitorino Silva           | 454    | 4,06 / 100,00   |
|                         | Maria de Belém Roseira   | 408    | 3,65 / 100,00   |
|                         | Edgar Silva              | 256    | 2,29 / 100,00   |
|                         | Paulo de Morais          | 165    | 1,48 / 100,00   |
|                         | Henrique Neto            | 80     | 0,72 / 100,00   |
|                         | Jorge Sequeira           | 50     | 0,45 / 100,00   |
|                         | Cândido Ferreira         | 32     | 0,29 / 100,00   |
| Votos Inválidos         | Votos Inválidos          | 254    | 2,23 / 100,00   |
| Total                   | Total                    | 11 435 | 100,00 / 100,00 |
| Eleitorado/Participação | Eleitorado/Participação  | 24 431 | 46,81 / 100,00  |

| Freguesia         | %     | %     | %     | %    | %    | %    | %    | %    | %    | %    | Votantes |
| Freguesia         | MRS   | ASN   | MM    | VS   | MBR  | ES   | PM   | HN   | JS   | CF   | Votantes |
| ----------------- | ----- | ----- | ----- | ---- | ---- | ---- | ---- | ---- | ---- | ---- | -------- |
| Avanca            | 57,72 | 18,87 | 9,15  | 4,88 | 3,89 | 2,02 | 1,68 | 0,91 | 0,65 | 0,23 | 2 693    |
| Beduído e Veiros  | 58,36 | 18,81 | 9,27  | 4,14 | 3,82 | 2,43 | 1,44 | 0,77 | 0,59 | 0,37 | 4 121    |
| Canelas e Fermelã | 58,68 | 19,31 | 9,51  | 3,44 | 3,22 | 2,84 | 1,95 | 0,52 | 0,22 | 0,30 | 1 368    |
| Pardilhó          | 61,03 | 16,92 | 10,41 | 3,08 | 3,36 | 3,22 | 0,89 | 0,41 | 0,34 | 0,34 | 1 494    |
| Salreu            | 66,36 | 16,27 | 6,54  | 3,94 | 3,47 | 1,16 | 1,39 | 0,69 | 0,06 | 0,12 | 1 759    |
| Estarreja         | 59,83 | 18,25 | 9,00  | 4,06 | 3,65 | 2,29 | 1,48 | 0,72 | 0,45 | 0,29 | 11 435   |

### Ílhavo
| Candidato               | Candidato                | Votos  | %               |
| ----------------------- | ------------------------ | ------ | --------------- |
|                         | Marcelo Rebelo de Sousa  | 9 123  | 59,75 / 100,00  |
|                         | António Sampaio da Nóvoa | 2 697  | 17,66 / 100,00  |
|                         | Marisa Matias            | 1 552  | 10,17 / 100,00  |
|                         | Maria de Belém Roseira   | 559    | 3,66 / 100,00   |
|                         | Vitorino Silva           | 535    | 3,50 / 100,00   |
|                         | Paulo de Morais          | 381    | 2,50 / 100,00   |
|                         | Edgar Silva              | 193    | 1,26 / 100,00   |
|                         | Henrique Neto            | 149    | 0,98 / 100,00   |
|                         | Cândido Ferreira         | 40     | 0,26 / 100,00   |
|                         | Jorge Sequeira           | 39     | 0,26 / 100,00   |
| Votos Inválidos         | Votos Inválidos          | 394    | 2,52 / 100,00   |
| Total                   | Total                    | 15 662 | 100,00 / 100,00 |
| Eleitorado/Participação | Eleitorado/Participação  | 36 133 | 43,35 / 100,00  |

| Freguesia             | %     | %     | %     | %    | %    | %    | %    | %    | %    | %    | Votantes |
| Freguesia             | MRS   | ASN   | MM    | MBR  | VS   | PM   | ES   | HN   | CF   | JS   | Votantes |
| --------------------- | ----- | ----- | ----- | ---- | ---- | ---- | ---- | ---- | ---- | ---- | -------- |
| Gafanha da Encarnação | 64,94 | 12,72 | 9,52  | 2,98 | 4,66 | 3,14 | 0,94 | 0,58 | 0,26 | 0,26 | 1 960    |
| Gafanha da Nazaré     | 60,67 | 16,46 | 10,75 | 3,39 | 3,32 | 2,66 | 1,29 | 0,88 | 0,30 | 0,29 | 6 063    |
| Gafanha do Carmo      | 63,64 | 13,15 | 11,20 | 3,41 | 5,19 | 0,65 | 0,81 | 1,30 | 0,32 | 0,32 | 636      |
| Ílhavo (São Salvador) | 57,16 | 20,50 | 9,75  | 4,11 | 3,19 | 2,34 | 1,38 | 1,14 | 0,22 | 0,22 | 7 003    |
| Ílhavo                | 59,75 | 17,66 | 10,17 | 3,66 | 3,50 | 2,50 | 1,26 | 0,98 | 0,26 | 0,26 | 15 662   |

### Mealhada
| Candidato               | Candidato                | Votos  | %               |
| ----------------------- | ------------------------ | ------ | --------------- |
|                         | Marcelo Rebelo de Sousa  | 4 060  | 48,84 / 100,00  |
|                         | António Sampaio da Nóvoa | 1 978  | 23,79 / 100,00  |
|                         | Marisa Matias            | 1 029  | 12,38 / 100,00  |
|                         | Maria de Belém Roseira   | 553    | 6,65 / 100,00   |
|                         | Vitorino Silva           | 265    | 3,19 / 100,00   |
|                         | Edgar Silva              | 199    | 2,39 / 100,00   |
|                         | Paulo de Morais          | 143    | 1,72 / 100,00   |
|                         | Henrique Neto            | 48     | 0,58 / 100,00   |
|                         | Jorge Sequeira           | 19     | 0,23 / 100,00   |
|                         | Cândido Ferreira         | 19     | 0,23 / 100,00   |
| Votos Inválidos         | Votos Inválidos          | 207    | 2,43 / 100,00   |
| Total                   | Total                    | 8 520  | 100,00 / 100,00 |
| Eleitorado/Participação | Eleitorado/Participação  | 18 652 | 45,68 / 100,00  |

| Freguesia                           | %     | %     | %     | %    | %    | %    | %    | %    | %    | %    | Votantes |
| Freguesia                           | MRS   | ASN   | MM    | MBR  | VS   | ES   | PM   | HN   | JS   | CF   | Votantes |
| ----------------------------------- | ----- | ----- | ----- | ---- | ---- | ---- | ---- | ---- | ---- | ---- | -------- |
| Barcouço                            | 48,27 | 22,34 | 15,29 | 5,50 | 2,75 | 3,58 | 1,79 | 0,24 | 0    | 0,24 | 853      |
| Casal Comba                         | 48,65 | 23,25 | 11,93 | 7,47 | 4,23 | 1,85 | 1,77 | 0,38 | 0,23 | 0,23 | 1 327    |
| Luso                                | 44,35 | 28,41 | 12,28 | 5,82 | 3,67 | 2,15 | 1,70 | 0,90 | 0,27 | 0,45 | 1 142    |
| Mealhada, Ventosa do Bairro e Antes | 53,78 | 20,14 | 11,22 | 7,03 | 2,68 | 1,78 | 2,19 | 0,76 | 0,23 | 0,19 | 2 722    |
| Pampilhosa                          | 44,42 | 27,12 | 13,53 | 5,97 | 2,80 | 3,84 | 1,34 | 0,49 | 0,37 | 0,12 | 1 681    |
| Vacariça                            | 48,71 | 25,06 | 11,63 | 7,88 | 3,75 | 1,42 | 0,78 | 0,39 | 0,13 | 0,26 | 795      |
| Mealhada                            | 48,84 | 23,79 | 12,38 | 6,65 | 3,19 | 2,39 | 1,72 | 0,58 | 0,23 | 0,23 | 8 520    |

### Murtosa
| Candidato               | Candidato                | Votos | %               |
| ----------------------- | ------------------------ | ----- | --------------- |
|                         | Marcelo Rebelo de Sousa  | 2 716 | 71,14 / 100,00  |
|                         | António Sampaio da Nóvoa | 461   | 12,07 / 100,00  |
|                         | Marisa Matias            | 273   | 7,15 / 100,00   |
|                         | Vitorino Silva           | 137   | 3,59 / 100,00   |
|                         | Maria de Belém Roseira   | 108   | 2,83 / 100,00   |
|                         | Paulo de Morais          | 43    | 1,13 / 100,00   |
|                         | Edgar Silva              | 33    | 0,86 / 100,00   |
|                         | Henrique Neto            | 31    | 0,81 / 100,00   |
|                         | Cândido Ferreira         | 9     | 0,24 / 100,00   |
|                         | Jorge Sequeira           | 7     | 0,18 / 100,00   |
| Votos Inválidos         | Votos Inválidos          | 71    | 1,82 / 100,00   |
| Total                   | Total                    | 3 889 | 100,00 / 100,00 |
| Eleitorado/Participação | Eleitorado/Participação  | 9 840 | 39,52 / 100,00  |

| Freguesia | %     | %     | %    | %    | %    | %    | %    | %    | %    | %    | Votantes |
| Freguesia | MRS   | ASN   | MM   | VS   | MBR  | PM   | ES   | HN   | CF   | JS   | Votantes |
| --------- | ----- | ----- | ---- | ---- | ---- | ---- | ---- | ---- | ---- | ---- | -------- |
| Bunheiro  | 72,82 | 10,91 | 6,95 | 3,08 | 2,55 | 0,88 | 1,41 | 1,06 | 0,26 | 0,09 | 1 157    |
| Monte     | 70,77 | 14,08 | 5,28 | 3,35 | 3,52 | 0,88 | 1,23 | 0,70 | 0    | 0,18 | 579      |
| Murtosa   | 73,90 | 11,29 | 6,97 | 3,53 | 1,59 | 0,97 | 0,26 | 1,06 | 0,35 | 0,09 | 1 154    |
| Torreira  | 66,19 | 13,18 | 8,68 | 4,39 | 4,19 | 1,74 | 0,72 | 0,31 | 0,41 | 0,20 | 999      |
| Murtosa   | 71,14 | 12,07 | 7,15 | 3,59 | 2,83 | 1,13 | 0,86 | 0,81 | 0,24 | 0,18 | 3 889    |

### Oliveira de Azeméis
| Candidato               | Candidato                | Votos  | %               |
| ----------------------- | ------------------------ | ------ | --------------- |
|                         | Marcelo Rebelo de Sousa  | 18 630 | 59,05 / 100,00  |
|                         | António Sampaio da Nóvoa | 6 290  | 19,94 / 100,00  |
|                         | Marisa Matias            | 2 670  | 8,46 / 100,00   |
|                         | Vitorino Silva           | 1 392  | 4,41 / 100,00   |
|                         | Maria de Belém Roseira   | 1 330  | 4,22 / 100,00   |
|                         | Paulo de Morais          | 509    | 1,61 / 100,00   |
|                         | Edgar Silva              | 328    | 1,04 / 100,00   |
|                         | Henrique Neto            | 233    | 0,74 / 100,00   |
|                         | Jorge Sequeira           | 98     | 0,31 / 100,00   |
|                         | Cândido Ferreira         | 72     | 0,23 / 100,00   |
| Votos Inválidos         | Votos Inválidos          | 667    | 2,07 / 100,00   |
| Total                   | Total                    | 32 219 | 100,00 / 100,00 |
| Eleitorado/Participação | Eleitorado/Participação  | 60 901 | 52,90 / 100,00  |

| Freguesia                               | %     | %     | %    | %    | %    | %    | %    | %    | %    | %    | Votantes |
| Freguesia                               | MRS   | ASN   | MM   | VS   | MBR  | PM   | ES   | HN   | JS   | CF   | Votantes |
| --------------------------------------- | ----- | ----- | ---- | ---- | ---- | ---- | ---- | ---- | ---- | ---- | -------- |
| Carregosa                               | 65,10 | 13,68 | 7,28 | 7,44 | 3,39 | 1,04 | 0,77 | 0,77 | 0,27 | 0,27 | 1 867    |
| Cesar                                   | 59,85 | 19,24 | 7,63 | 5,84 | 4,51 | 1,00 | 1,00 | 0,53 | 0,33 | 0,07 | 1 534    |
| Fajões                                  | 63,58 | 15,31 | 8,61 | 5,30 | 3,90 | 1,10 | 0,81 | 0,52 | 0,59 | 0,29 | 1 390    |
| Loureiro                                | 70,49 | 12,45 | 5,32 | 5,79 | 2,75 | 1,23 | 0,53 | 1,17 | 0,12 | 0,18 | 1 744    |
| Macieira de Sarnes                      | 48,62 | 22,83 | 9,99 | 4,89 | 6,52 | 1,33 | 3,77 | 1,33 | 0,20 | 0,51 | 1 006    |
| Nogueira do Cravo e Pindelo             | 56,04 | 20,08 | 9,40 | 5,67 | 4,31 | 1,86 | 1,59 | 0,74 | 0,16 | 0,16 | 2 634    |
| Oliveira de Azeméis                     | 57,90 | 21,36 | 9,10 | 3,74 | 3,60 | 2,03 | 0,97 | 0,65 | 0,40 | 0,25 | 9 529    |
| Ossela                                  | 66,88 | 15,54 | 6,75 | 4,72 | 3,11 | 0,96 | 0,96 | 0,75 | 0,11 | 0,21 | 967      |
| Pinheiro da Bemposta, Travanca e Palmaz | 62,81 | 18,91 | 6,83 | 4,11 | 3,80 | 1,67 | 0,71 | 0,74 | 0,31 | 0,12 | 3 305    |
| São Martinho da Gândara                 | 59,35 | 20,69 | 7,56 | 4,20 | 4,52 | 2,00 | 0,63 | 0,63 | 0,21 | 0,21 | 974      |
| São Roque                               | 57,13 | 20,76 | 9,15 | 4,00 | 5,39 | 1,68 | 0,94 | 0,45 | 0,29 | 0,20 | 2 494    |
| Vila de Cucujães                        | 53,82 | 24,17 | 9,48 | 2,95 | 5,59 | 1,39 | 1,05 | 0,92 | 0,32 | 0,30 | 4 775    |
| Oliveira de Azeméis                     | 59,05 | 19,94 | 8,46 | 4,41 | 4,22 | 1,61 | 1,04 | 0,74 | 0,31 | 0,23 | 32 219   |

### Oliveira do Bairro
| Candidato               | Candidato                | Votos  | %               |
| ----------------------- | ------------------------ | ------ | --------------- |
|                         | Marcelo Rebelo de Sousa  | 7 895  | 77,40 / 100,00  |
|                         | António Sampaio da Nóvoa | 962    | 9,43 / 100,00   |
|                         | Marisa Matias            | 571    | 5,60 / 100,00   |
|                         | Vitorino Silva           | 241    | 2,36 / 100,00   |
|                         | Maria de Belém Roseira   | 207    | 2,03 / 100,00   |
|                         | Paulo de Morais          | 163    | 1,60 / 100,00   |
|                         | Edgar Silva              | 76     | 0,75 / 100,00   |
|                         | Henrique Neto            | 52     | 0,51 / 100,00   |
|                         | Jorge Sequeira           | 21     | 0,21 / 100,00   |
|                         | Cândido Ferreira         | 12     | 0,12 / 100,00   |
| Votos Inválidos         | Votos Inválidos          | 216    | 2,07 / 100,00   |
| Total                   | Total                    | 10 416 | 100,00 / 100,00 |
| Eleitorado/Participação | Eleitorado/Participação  | 21 077 | 49,42 / 100,00  |

| Freguesia                     | %     | %     | %    | %    | %    | %    | %    | %    | %    | %    | Votantes |
| Freguesia                     | MBR   | ASN   | MM   | VS   | MBR  | PM   | ES   | HN   | JS   | CF   | Votantes |
| ----------------------------- | ----- | ----- | ---- | ---- | ---- | ---- | ---- | ---- | ---- | ---- | -------- |
| Bustos, Troviscal e Mamarrosa | 80,43 | 8,30  | 4,51 | 1,65 | 2,21 | 1,48 | 0,63 | 0,43 | 0,20 | 0,16 | 3 093    |
| Oiã                           | 76,30 | 9,88  | 6,08 | 2,40 | 2,25 | 1,43 | 0,78 | 0,69 | 0,16 | 0,03 | 3 274    |
| Oliveira do Bairro            | 73,07 | 11,53 | 6,68 | 3,11 | 2,15 | 1,73 | 0,92 | 0,50 | 0,19 | 0,12 | 2 674    |
| Palhaça                       | 81,54 | 6,87  | 4,80 | 2,44 | 0,89 | 1,99 | 0,59 | 0,30 | 0,37 | 0,22 | 1 375    |
| Oliveira do Bairro            | 77,40 | 9,43  | 5,60 | 2,36 | 2,03 | 1,60 | 0,75 | 0,51 | 0,21 | 0,12 | 10 416   |

### Ovar
| Candidato               | Candidato                | Votos  | %               |
| ----------------------- | ------------------------ | ------ | --------------- |
|                         | Marcelo Rebelo de Sousa  | 12 129 | 50,62 / 100,00  |
|                         | António Sampaio da Nóvoa | 5 491  | 22,92 / 100,00  |
|                         | Marisa Matias            | 2 971  | 12,40 / 100,00  |
|                         | Maria de Belém Roseira   | 1 070  | 4,47 / 100,00   |
|                         | Vitorino Silva           | 791    | 3,30 / 100,00   |
|                         | Edgar Silva              | 656    | 2,74 / 100,00   |
|                         | Paulo de Morais          | 547    | 2,28 / 100,00   |
|                         | Henrique Neto            | 177    | 0,74 / 100,00   |
|                         | Jorge Sequeira           | 68     | 0,28 / 100,00   |
|                         | Cândido Ferreira         | 61     | 0,25 / 100,00   |
| Votos Inválidos         | Votos Inválidos          | 512    | 2,09 / 100,00   |
| Total                   | Total                    | 24 473 | 100,00 / 100,00 |
| Eleitorado/Participação | Eleitorado/Participação  | 50 182 | 48,77 / 100,00  |

| Freguesia | %     | %     | %     | %    | %    | %    | %    | %    | %    | %    | Votantes |
| Freguesia | MRS   | ASN   | MM    | MBR  | VS   | ES   | PM   | HN   | JS   | CF   | Votantes |
| --------- | ----- | ----- | ----- | ---- | ---- | ---- | ---- | ---- | ---- | ---- | -------- |
| Cortegaça | 49,64 | 21,89 | 12,48 | 5,46 | 3,29 | 2,01 | 3,34 | 1,11 | 0,56 | 0,22 | 1 829    |
| Esmoriz   | 52,31 | 20,68 | 12,08 | 5,28 | 3,23 | 2,04 | 3,08 | 0,78 | 0,26 | 0,26 | 5 511    |
| Maceda    | 49,63 | 22,98 | 11,86 | 4,81 | 4,47 | 2,85 | 2,10 | 0,88 | 0,20 | 0,20 | 1 515    |
| Ovar      | 49,14 | 24,39 | 12,98 | 3,94 | 3,03 | 3,31 | 1,94 | 0,71 | 0,29 | 0,26 | 12 984   |
| Válega    | 55,59 | 21,03 | 10,46 | 4,46 | 4,11 | 1,81 | 1,65 | 0,46 | 0,15 | 0,27 | 2 634    |
| Ovar      | 50,62 | 22,92 | 12,40 | 4,47 | 3,30 | 2,74 | 2,28 | 0,74 | 0,28 | 0,25 | 24 473   |

### Santa Maria da Feira
| Candidato               | Candidato                | Votos   | %               |
| ----------------------- | ------------------------ | ------- | --------------- |
|                         | Marcelo Rebelo de Sousa  | 33 671  | 55,41 / 100,00  |
|                         | António Sampaio da Nóvoa | 11 707  | 19,27 / 100,00  |
|                         | Marisa Matias            | 6 298   | 10,36 / 100,00  |
|                         | Maria de Belém Roseira   | 3 381   | 5,56 / 100,00   |
|                         | Vitorino Silva           | 2 639   | 4,34 / 100,00   |
|                         | Paulo de Morais          | 1 642   | 2,21 / 100,00   |
|                         | Edgar Silva              | 968     | 1,59 / 100,00   |
|                         | Henrique Neto            | 386     | 0,64 / 100,00   |
|                         | Jorge Sequeira           | 230     | 0,38 / 100,00   |
|                         | Cândido Ferreira         | 143     | 0,24 / 100,00   |
| Votos Inválidos         | Votos Inválidos          | 1 357   | 2,18 / 100,00   |
| Total                   | Total                    | 62 122  | 100,00 / 100,00 |
| Eleitorado/Participação | Eleitorado/Participação  | 126 285 | 49,19 / 100,00  |

| Freguesia                       | %     | %     | %     | %    | %    | %    | %    | %    | %    | %    | Votantes |
| Freguesia                       | MBR   | ASN   | MM    | MBR  | VS   | PM   | ES   | HN   | JS   | CF   | Votantes |
| ------------------------------- | ----- | ----- | ----- | ---- | ---- | ---- | ---- | ---- | ---- | ---- | -------- |
| Argoncilhe                      | 55,52 | 18,49 | 10,09 | 5,98 | 5,03 | 1,94 | 1,45 | 0,82 | 0,42 | 0,25 | 4 102    |
| Arrifana                        | 53,67 | 23,16 | 8,76  | 6,29 | 3,31 | 2,18 | 1,45 | 0,55 | 0,47 | 0,15 | 2 802    |
| Caldas de São Jorge e Pigeiros  | 50,70 | 22,15 | 9,35  | 6,12 | 5,06 | 2,45 | 2,73 | 0,61 | 0,39 | 0,45 | 1 840    |
| Canedo, Vale e Vila Maior       | 66,58 | 12,09 | 8,13  | 4,04 | 5,67 | 1,31 | 1,00 | 0,52 | 0,34 | 0,31 | 3 881    |
| Escapães                        | 56,15 | 20,92 | 8,96  | 5,28 | 4,14 | 2,01 | 1,40 | 0,74 | 0,07 | 0,33 | 1 532    |
| Fiães                           | 50,21 | 22,11 | 11,66 | 5,63 | 4,54 | 2,24 | 2,24 | 0,48 | 0,53 | 0,36 | 3 649    |
| Fornos                          | 54,66 | 17,94 | 10,42 | 6,49 | 5,59 | 2,35 | 1,10 | 0,83 | 0,41 | 0,21 | 1 480    |
| Lobão, Gião, Louredo e Guisande | 60,75 | 14,40 | 9,40  | 5,14 | 6,20 | 1,88 | 1,03 | 0,75 | 0,21 | 0,23 | 4 349    |
| Lourosa                         | 54,25 | 21,27 | 10,79 | 6,41 | 4,13 | 1,34 | 0,97 | 0,35 | 0,37 | 0,12 | 4 113    |
| Milheirós de Poiares            | 54,96 | 20,70 | 9,20  | 5,87 | 4,06 | 2,91 | 1,03 | 0,73 | 0,12 | 0,42 | 1 701    |
| Mozelos                         | 50,71 | 21,62 | 13,49 | 5,04 | 4,01 | 2,45 | 1,38 | 0,63 | 0,46 | 0,20 | 3 540    |
| Nogueira da Regedoura           | 56,98 | 19,45 | 10,29 | 5,05 | 4,15 | 1,78 | 1,64 | 0,36 | 0,18 | 0,11 | 2 811    |
| Paços de Brandão                | 60,06 | 15,64 | 8,70  | 5,91 | 3,70 | 3,35 | 1,38 | 0,67 | 0,43 | 0,16 | 2 595    |
| Rio Meão                        | 57,53 | 19,65 | 8,11  | 5,79 | 3,73 | 1,76 | 1,72 | 0,94 | 0,51 | 0,26 | 2 375    |
| Romariz                         | 62,84 | 15,32 | 7,23  | 7,16 | 3,40 | 1,91 | 0,57 | 1,06 | 0,21 | 0,28 | 1 450    |
| Sanguedo                        | 55,14 | 17,19 | 10,41 | 6,72 | 5,62 | 2,33 | 1,42 | 0,19 | 0,58 | 0,39 | 1 593    |
| Santa Maria da Feira            | 56,64 | 19,54 | 10,23 | 3,96 | 3,25 | 3,50 | 1,59 | 0,66 | 0,47 | 0,17 | 6 054    |
| Santa Maria de Lamas            | 55,70 | 18,66 | 10,77 | 6,13 | 3,28 | 2,50 | 1,60 | 0,78 | 0,43 | 0,16 | 2 628    |
| São João de Ver                 | 49,66 | 22,07 | 12,94 | 5,74 | 4,24 | 1,90 | 2,19 | 0,60 | 0,45 | 0,20 | 4 574    |
| São Miguel do Souto e Mosteirô  | 52,04 | 21,81 | 11,22 | 5,80 | 4,35 | 1,99 | 1,52 | 0,74 | 0,30 | 0,24 | 3 037    |
| São Paio de Oleiros             | 47,55 | 20,46 | 13,64 | 6,67 | 3,69 | 2,32 | 4,55 | 0,61 | 0,20 | 0,30 | 2 016    |
| Santa Maria da Feira            | 55,41 | 19,27 | 10,36 | 5,56 | 4,34 | 2,21 | 1,59 | 0,64 | 0,38 | 0,24 | 62 122   |

### São João da Madeira
| Candidato               | Candidato                | Votos  | %               |
| ----------------------- | ------------------------ | ------ | --------------- |
|                         | Marcelo Rebelo de Sousa  | 6 022  | 52,89 / 100,00  |
|                         | António Sampaio da Nóvoa | 2 578  | 22,64 / 100,00  |
|                         | Marisa Matias            | 1 078  | 9,47 / 100,00   |
|                         | Maria de Belém Roseira   | 597    | 5,24 / 100,00   |
|                         | Vitorino Silva           | 326    | 2,86 / 100,00   |
|                         | Paulo de Morais          | 318    | 2,79 / 100,00   |
|                         | Edgar Silva              | 298    | 2,62 / 100,00   |
|                         | Henrique Neto            | 85     | 0,75 / 100,00   |
|                         | Jorge Sequeira           | 58     | 0,51 / 100,00   |
|                         | Cândido Ferreira         | 26     | 0,23 / 100,00   |
| Votos Inválidos         | Votos Inválidos          | 288    | 2,46 / 100,00   |
| Total                   | Total                    | 11 674 | 100,00 / 100,00 |
| Eleitorado/Participação | Eleitorado/Participação  | 20 310 | 57,48 / 100,00  |

| Freguesia           | %     | %     | %    | %    | %    | %    | %    | %    | %    | %    | Votantes |
| Freguesia           | MRS   | ASN   | MM   | MBR  | VS   | PM   | ES   | HN   | JS   | CF   | Votantes |
| ------------------- | ----- | ----- | ---- | ---- | ---- | ---- | ---- | ---- | ---- | ---- | -------- |
| São João da Madeira | 52,89 | 22,64 | 9,47 | 5,24 | 2,86 | 2,79 | 2,62 | 0,75 | 0,51 | 0,23 | 11 674   |
| São João da Madeira | 52,89 | 22,64 | 9,47 | 5,24 | 2,86 | 2,79 | 2,62 | 0,75 | 0,51 | 0,23 | 11 674   |

### Sever do Vouga
| Candidato               | Candidato                | Votos  | %               |
| ----------------------- | ------------------------ | ------ | --------------- |
|                         | Marcelo Rebelo de Sousa  | 4 604  | 72,68 / 100,00  |
|                         | António Sampaio da Nóvoa | 773    | 12,20 / 100,00  |
|                         | Marisa Matias            | 379    | 5,98 / 100,00   |
|                         | Vitorino Silva           | 217    | 3,43 / 100,00   |
|                         | Maria de Belém Roseira   | 159    | 2,51 / 100,00   |
|                         | Paulo de Morais          | 100    | 1,58 / 100,00   |
|                         | Edgar Silva              | 41     | 0,65 / 100,00   |
|                         | Henrique Neto            | 35     | 0,55 / 100,00   |
|                         | Jorge Sequeira           | 16     | 0,25 / 100,00   |
|                         | Cândido Ferreira         | 11     | 0,17 / 100,00   |
| Votos Inválidos         | Votos Inválidos          | 130    | 2,01 / 100,00   |
| Total                   | Total                    | 6 465  | 100,00 / 100,00 |
| Eleitorado/Participação | Eleitorado/Participação  | 11 472 | 56,35 / 100,00  |

| Freguesia               | %     | %     | %    | %    | %    | %    | %    | %    | %    | %    | Votantes |
| Freguesia               | MRS   | ASN   | MM   | VS   | MBR  | PM   | ES   | HN   | JS   | CF   | Votantes |
| ----------------------- | ----- | ----- | ---- | ---- | ---- | ---- | ---- | ---- | ---- | ---- | -------- |
| Cedrim e Paradela       | 75,59 | 8,80  | 4,34 | 6,07 | 1,98 | 1,86 | 0,62 | 0,50 | 0,25 | 0    | 823      |
| Couto de Esteves        | 76,31 | 10,64 | 4,82 | 2,01 | 3,01 | 1,61 | 0    | 1,00 | 0    | 0,60 | 508      |
| Pessegueiro do Vouga    | 77,50 | 10,63 | 4,85 | 2,79 | 1,24 | 1,96 | 0,52 | 0,10 | 0,31 | 0,10 | 999      |
| Rocas do Vouga          | 68,21 | 15,24 | 6,90 | 3,45 | 3,10 | 1,19 | 1,19 | 0,24 | 0,24 | 0,24 | 859      |
| Sever do Vouga          | 71,38 | 12,46 | 7,10 | 2,61 | 2,54 | 1,88 | 0,58 | 0,72 | 0,51 | 0,22 | 1 405    |
| Silva Escura e Dornelas | 70,57 | 12,66 | 6,99 | 3,49 | 2,97 | 1,40 | 0,61 | 1,05 | 0,09 | 0,17 | 1 166    |
| Talhadas                | 71,41 | 14,51 | 5,32 | 3,74 | 3,02 | 0,86 | 0,86 | 0,14 | 0,14 | 0    | 705      |
| Sever do Vouga          | 72,68 | 12,20 | 5,98 | 3,43 | 2,51 | 1,58 | 0,65 | 0,55 | 0,25 | 0,17 | 6 465    |

### Vagos
| Candidato               | Candidato                | Votos  | %               |
| ----------------------- | ------------------------ | ------ | --------------- |
|                         | Marcelo Rebelo de Sousa  | 7 756  | 78,15 / 100,00  |
|                         | António Sampaio da Nóvoa | 812    | 8,18 / 100,00   |
|                         | Marisa Matias            | 598    | 6,03 / 100,00   |
|                         | Vitorino Silva           | 263    | 2,65 / 100,00   |
|                         | Maria de Belém Roseira   | 173    | 1,74 / 100,00   |
|                         | Paulo de Morais          | 169    | 1,70 / 100,00   |
|                         | Henrique Neto            | 70     | 0,71 / 100,00   |
|                         | Edgar Silva              | 45     | 0,45 / 100,00   |
|                         | Cândido Ferreira         | 21     | 0,21 / 100,00   |
|                         | Jorge Sequeira           | 17     | 0,17 / 100,00   |
| Votos Inválidos         | Votos Inválidos          | 187    | 1,85 / 100,00   |
| Total                   | Total                    | 10 111 | 100,00 / 100,00 |
| Eleitorado/Participação | Eleitorado/Participação  | 22 364 | 45,21 / 100,00  |

| Freguesia                       | %     | %     | %    | %    | %    | %    | %    | %    | %    | %    | Votantes |
| Freguesia                       | MRS   | ASN   | MM   | VS   | MBR  | PM   | HN   | ES   | CF   | JS   | Votantes |
| ------------------------------- | ----- | ----- | ---- | ---- | ---- | ---- | ---- | ---- | ---- | ---- | -------- |
| Calvão                          | 82,12 | 4,33  | 6,07 | 2,82 | 0,98 | 2,06 | 0,98 | 0,43 | 0,11 | 0,11 | 942      |
| Fonte de Angeão e Covão do Lobo | 84,41 | 5,32  | 4,45 | 2,32 | 1,55 | 0,77 | 0,29 | 0,10 | 0,48 | 0,29 | 1 054    |
| Gafanha da Boa Hora             | 73,82 | 9,17  | 8,69 | 2,77 | 1,81 | 1,81 | 0,97 | 0,60 | 0,12 | 0,24 | 841      |
| Ouca                            | 82,83 | 7,47  | 3,54 | 1,70 | 1,18 | 1,97 | 1,05 | 0    | 0    | 0,26 | 779      |
| Ponte de Vagos e Santa Catarina | 83,02 | 4,56  | 4,19 | 3,52 | 1,20 | 2,17 | 0,60 | 0,22 | 0,45 | 0,07 | 1 367    |
| Santo André de Vagos            | 87,16 | 4,11  | 3,47 | 2,11 | 0,74 | 1,16 | 0,74 | 0,53 | 0    | 0    | 962      |
| Sosa                            | 75,27 | 10,67 | 5,05 | 3,39 | 1,82 | 1,82 | 0,74 | 0,99 | 0,25 | 0    | 1 230    |
| Vagos e Santo António           | 70,63 | 12,33 | 8,58 | 2,40 | 2,74 | 1,74 | 0,63 | 0,52 | 0,17 | 0,28 | 2 936    |
| Vagos                           | 78,15 | 8,18  | 6,03 | 2,65 | 1,74 | 1,70 | 0,71 | 0,45 | 0,21 | 0,17 | 10 111   |

### Vale de Cambra
| Candidato               | Candidato                | Votos  | %               |
| ----------------------- | ------------------------ | ------ | --------------- |
|                         | Marcelo Rebelo de Sousa  | 7 649  | 64,06 / 100,00  |
|                         | António Sampaio da Nóvoa | 1 965  | 16,46 / 100,00  |
|                         | Marisa Matias            | 926    | 7,76 / 100,00   |
|                         | Vitorino Silva           | 569    | 4,77 / 100,00   |
|                         | Maria de Belém Roseira   | 400    | 3,35 / 100,00   |
|                         | Paulo de Morais          | 184    | 1,54 / 100,00   |
|                         | Edgar Silva              | 99     | 0,83 / 100,00   |
|                         | Henrique Neto            | 87     | 0,73 / 100,00   |
|                         | Jorge Sequeira           | 43     | 0,36 / 100,00   |
|                         | Cândido Ferreira         | 18     | 0,15 / 100,00   |
| Votos Inválidos         | Votos Inválidos          | 332    | 2,71 / 100,00   |
| Total                   | Total                    | 12 272 | 100,00 / 100,00 |
| Eleitorado/Participação | Eleitorado/Participação  | 22 016 | 55,74 / 100,00  |

| Freguesia                               | %     | %     | %    | %    | %    | %    | %    | %    | %    | %    | Votantes |
| Freguesia                               | MRS   | ASN   | MM   | VS   | MBR  | PM   | ES   | HN   | JS   | CF   | Votantes |
| --------------------------------------- | ----- | ----- | ---- | ---- | ---- | ---- | ---- | ---- | ---- | ---- | -------- |
| Arões                                   | 76,76 | 10,62 | 4,65 | 2,39 | 2,52 | 1,46 | 0,27 | 1,06 | 0,27 | 0    | 774      |
| Cepelos                                 | 73,08 | 8,79  | 6,28 | 5,72 | 2,23 | 1,53 | 0,84 | 0,28 | 0,42 | 0,84 | 740      |
| Junqueira                               | 79,17 | 7,33  | 6,33 | 2,17 | 1,17 | 1,33 | 0,33 | 1,50 | 0,50 | 0,17 | 614      |
| Macieira de Cambra                      | 53,14 | 22,44 | 9,64 | 5,60 | 5,39 | 1,73 | 0,97 | 0,72 | 0,21 | 0,17 | 2 441    |
| Roge                                    | 67,26 | 16,26 | 5,09 | 4,87 | 3,65 | 1,00 | 0,55 | 1,00 | 0,22 | 0,11 | 923      |
| São Pedro de Castelões                  | 64,45 | 16,09 | 8,01 | 4,50 | 2,87 | 1,82 | 0,97 | 0,61 | 0,53 | 0,16 | 3 912    |
| Vila Chã, Codal e Vila Cova de Perrinho | 62,81 | 17,43 | 8,20 | 5,33 | 3,15 | 1,25 | 0,86 | 0,68 | 0,29 | 0    | 2 868    |
| Vale de Cambra                          | 64,06 | 16,46 | 7,76 | 4,77 | 3,35 | 1,54 | 0,83 | 0,73 | 0,36 | 0,15 | 12 272   |